# Hwarang: The Poet Warrior Youth
Hwarang: The Poet Warrior Youth (hangul: 화랑; RR: Hwarang) är en sydkoreansk TV-serie som sändes på KBS2 från 19 december 2016 till 21 februari 2017. Park Seo-joon, Go Ara och Park Hyung-sik spelar huvudrollerna.

## Rollista (i urval)
- Park Seo-joon - Moo-myung / Kim Sun-woo / Kim Isabu / Dog-Bird
- Go Ara - Kim Ah-ro
- Park Hyung-sik - Sammaekjong / Kim Ji-dwi / King Jinheung